# Telmatoscopus similis
Telmatoscopus similis és una espècie d'insecte dípter pertanyent a la família dels psicòdids que es troba a Europa: la Gran Bretanya, França, Alemanya, Dinamarca, Noruega, Suècia, Finlàndia (incloent-hi les illes Åland), Rússia i Hongria.